# Atilla Şereftuğ
Atilla Şereftuğ, né en 1950, est un compositeur et producteur turco-suisse.

## Biographie
Pour le Concours Eurovision de la chanson 1986, il compose Pas pour moi, la chanson qui représente la Suisse, interprétée par Daniela Simmons, avec un texte de Nella Martinetti. Il dirige l'orchestre lors du concours. La chanson atteint la deuxième place.
Deux ans plus tard, Nella Martinetti et Atilla Şereftuğ créent Ne partez pas sans moi. Interprétée par Céline Dion, elle remporte le Concours Eurovision de la chanson 1988.
En 1991, il épouse Daniela Simmons. Ils ont un enfant l'année suivante.